# Țarivka, Korostîșiv
Țarivka (în ucraineană Царівка) este un sat în comuna Kvitneve din raionul Korostîșiv, regiunea Jîtomîr, Ucraina.

## Demografie
Componența lingvistică a localității Țarivka
     Ucraineană (98,06%)
     Rusă (1,94%)
Conform recensământului din 2001, majoritatea populației localității Țarivka era vorbitoare de ucraineană (98,06%), existând în minoritate și vorbitori de rusă (1,94%).

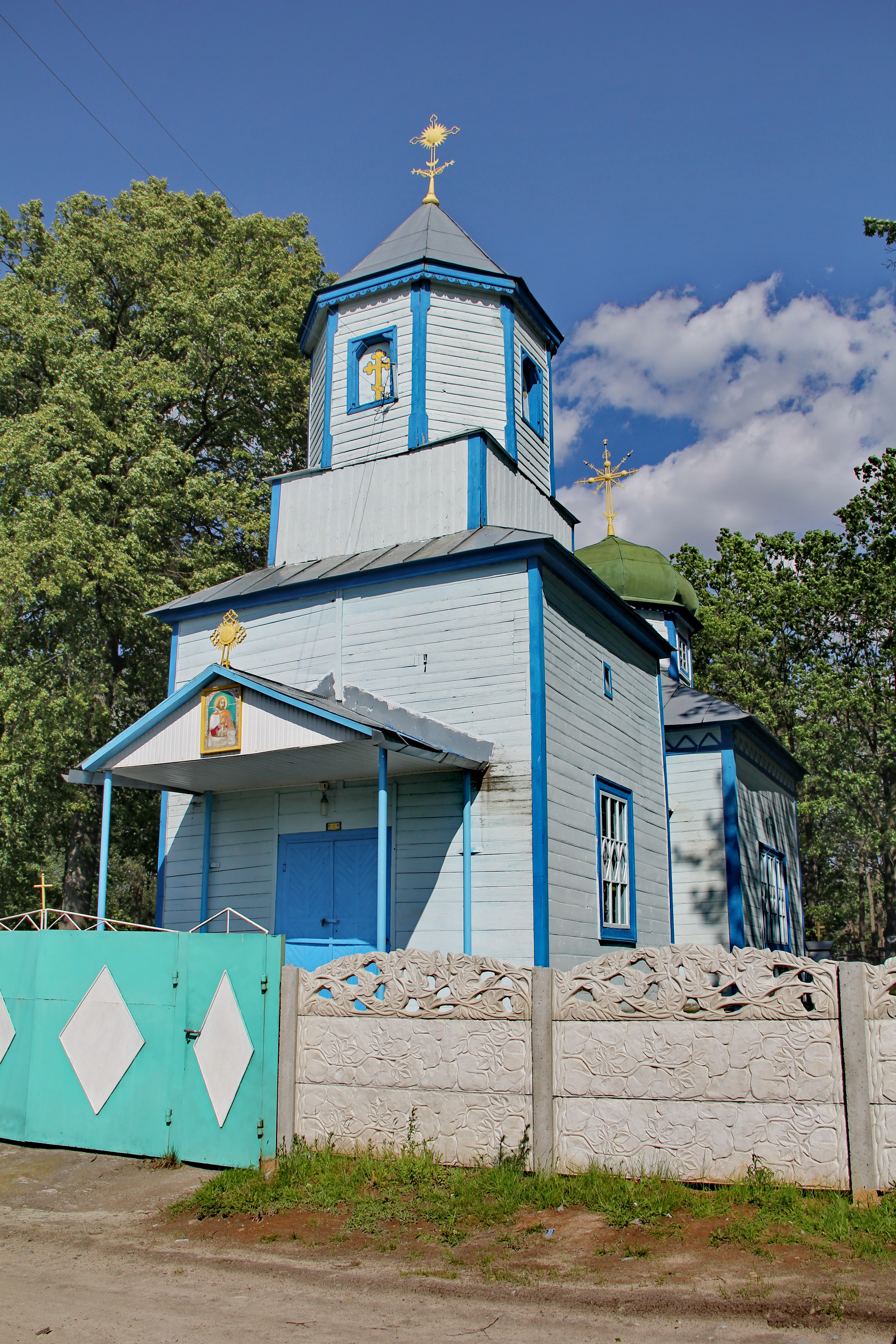